# Welsh de type cob
Welsh C
Le Welsh de type cob, ou Welsh C, est l'un des quatre types du poney Welsh. Ce poney charpenté est apte à l'attelage comme à la selle. Il s'est diffusé en France et en Amérique du Nord, mais est le plus rare des quatre types de poneys Welsh.

## Histoire
Cette race provient du Welsh A, croisé avec des chevaux de type andalou, et des races de cob. Cependant, les premiers Welsh de type cob résultaient vraisemblablement du croisement entre le Welsh mountain et le Welsh cob (ou Welsh section D). La race a reçu l'influence du Trotteur Norfolk, du Carrossier du Yorkshire, et du Hackney.

## Description

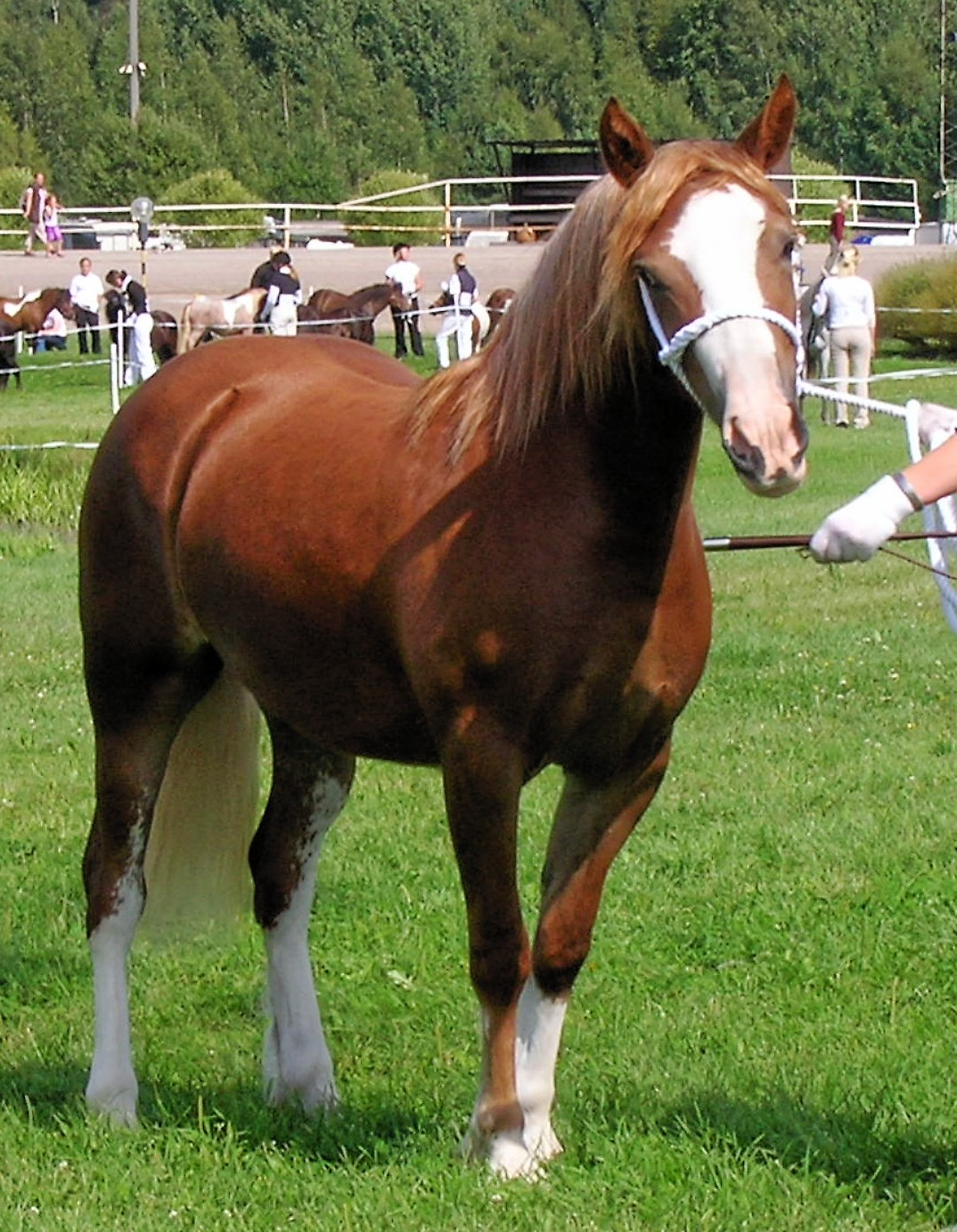
Welsh C alezan sabino.

Un Welsh de type cob mesure obligatoirement moins de 1,37 m, soit la même limite de taille que le Welsh B,. Sa morphologie est plus étoffée que chez ce dernier, rappelant celle d'un petit cheval solidement bâti, parfois cylindrique, et nettement de modèle cob ; il présente en cela des points de force. 
La tête évoque une certaine noblesse, comme chez tous les Welshes, mais est moins concave que chez les autres types de la race. L'encolure est bien sortie. Les membres, secs et fort, portent des fanons qui constituent une différence essentielle avec le Welsh B. Ces derniers ne doivent toutefois pas être trop abondants.
Les robes bai rouan et aubère sont fréquentes.
Le tempérament est réputé bon, docile mais vif, avec un caractère plus indépendants que les autres types de la race. D'entretien facile, ces poneys sont très endurants. Les actions sont assez relevées, mais avec une bonne impulsion de l'arrière-main.
Il reste possible de faire naître un Welsh C en croisant le Welsh A avec le Welsh D.

## Utilisations
Il est apte à la selle, à l'attelage et à la traction légère, avec un excellent trot. Il peut faire une bonne monture pour l'apprentissage des enfants, apte au saut.

## Diffusion de l'élevage
Originaire du pays de Galles, ce poney est présent en France, ainsi qu'en Amérique du Nord,. Il reste cependant le plus rare des quatre types de Welshes.

#### Ouvrages spécialisés
- [Davies 2010] (en) Wynne Davies, Welsh Ponies and Cobs : Ceredigion Champions, Gomer Press, 2010, 2e éd. (1re éd. 1980), 144 p. (ISBN 978-1-84851-203-0 et 1-84851-203-1)
- [Davies 1993] Wynne Davies, An Introduction to Welsh Ponies and Cobs, Whittet, coll. « Horses and Ponies Series », 1993, 14 p. (ISBN 1-873580-07-X et 9781873580073)

#### Encyclopédies
- [Bataille 2007] Laetitia Bataille, Les poneys : races et élevage, Paris, La France agricole, 2007, 351 p. (ISBN 978-2-85557-140-9 et 2-85557-140-5, OCLC 421663555, lire en ligne)
- [Lynghaug 2009] (en) Fran Lynghaug, The Official Horse Breeds Standards Guide : The Complete Guide to the Standards of All North American Equine Breed Associations, Minneapolis, MBI Publishing Company LLC, 2009, 672 p. (ISBN 1-61673-171-0).
- [Porter et al. 2016] (en) Valerie Porter, Lawrence Alderson, Stephen J. G. Hall et Dan Phillip Sponenberg, Mason's World Encyclopedia of Livestock Breeds and Breeding, CAB International, 9 mars 2016, 6e éd., 1 107 p. (ISBN 1-84593-466-0, OCLC 948839453).